# Strahlhorn
Strahlhorn – szczyt w Alpach Pennińskich, w masywie Allalin. Leży Szwajcarii w kantonie Valais, niedaleko granicy z Włochami. Sąsiaduje z Rimpfischhorn. Szczyt można zdobyć ze schronisk Täschhütte (2701 m), Berghaus Flue (2618 m), Britannia Hütte (3030 m) i Hotel Fluealp (2618 m) po stronie szwajcarskiej oraz Bivacco Città di Luino (3562 m), Rifugio Eugenio Sella (3029 m) po stronie włoskiej.
Pierwszego odnotowanego wejścia dokonali Christopher Smyth, Ulrich Lauener, Edmund J. Grenville i Franz-Josef Andenmatten 15 sierpnia 1854 r.